# Helena Uhlik-Horvat
Helena Uhlik-Horvat (Tuzla, 31. siječnja 1920. - Zagreb, 2007.), hrvatska i bosanskohercegovačka kostimografkinja i baletna solistica.

## Životopis
Rođena u Tuzli kao Helena Uhlik.
Srednju školu je završila u Beogradu. Studirala je balet i slikarstvo. Nakon diplome u Zagrebu radila je kao dizajnerica kostima za kazalište, film i televiziju, gdje je napravila kostime za preko 300 produkcija. Poslije se bavila i predavanjima. U Zagrebu je predavala modno crtanje, a na Dramskom studiju u Sarajevu povijest scenskog kostima.
U baletu je ostvarila kratku karijeru lirske baletne solistice. Plesala je u Zagrebu, Beogradu, a rujna 1949. došla je kao kadrovsko pojačanje Baleta Narodnog kazališta u Sarajevu kao solistica i kostimografkinja. Kao pojačanje sarajevskom baletu došao je i Franjo Horvat. Poslije 1955. se u potpunosti posvetila kostimografiji. Opremila je više od dvjesta baletnih, dramskih i opernih predstava.
Njeni kostimi su potpuno podređeni konceptu produkcije, usmjereni su na karakter lika, a ne na efekte. Ističu se kostimi koje je napravila za produkcije djela Brechta, Držića, Egka, Čajkovskog, Jančića, Lhotke, Mussorgskog, Moliérea, Papandopula, Prokofjeva, Sartre-Euripida, Shakespearea, Šostakoviča i Verdija. Na televiziji je opremila nekoliko televizijskih emisija, zabavno-glazbenih programa i igranih filmova.
Ilustrirala je knjigu Reufa Brava Popularne opere : (beleške jednog slušaoca).
1966. je dobila Šestotravanjsku nagradu Grada Sarajeva u pojedinačnoj konkurenciji.
Za kostimografiju dobila je godišnju nagradu ULUPUBiH 1964, Specijalnu nagradu Udruženja primijenjenih umjetnika i dizajnera Vojvodine na Sterijinom pozorju u Novom Sadu 1972. te Nagradu kazališnih igara u Jajcu 1973. i 1974. godine.
Članica ULUPUH-a, sekcije za Sekcija za kazalisnu i filmsku umjetnost.
Umrla je u Zagrebu 2007. godine, a pokopana je u Zagrebu na Mirogoju.

## Daljnja literatura
- Scenski kostim Helene Uhlik-Horvat, Muzej književnosti BiH, 1977.

## Vanjske poveznice
Monografija Akademije likovnih umjetnosti Sveučilišta u Zagrebu Helena Uhlik-Horvat na brucoškoj večeri (str. 100), u klasi prof. Jerolima Miše 1942./43. (str. 114), osobni podatci (str. 683), fotografije generacije diplomanata 1944. (str. 818)